# Vergleichende Völkermordforschung
Vergleichende Völkermordforschung, auch als Komparative Genozidforschung bezeichnet, ist eine Wissenschaftsdisziplin, die sich mit der Untersuchung planvoller Massentötungen von Menschen befasst (auch Demozid oder Genozid genannt).

## Geschichte
Als Gründer der Völkermordforschung gilt der polnisch-jüdische Anwalt Raphael Lemkin. Er verwendete im Jahre 1943 den Begriff „ludo-bójstwo“ von poln.: „lud“ = Volk und „zabójstwo“ = Mord, den er im Jahre 1944 mit dem engl. Begriff „genocide“ (von griech.: „genos“ = „Volk“ und lat.: caedere = „töten“) wiedergab.
Bereits 1933 nahm er den Völkermord an den Armeniern zum Anlass, auf eigene Initiative nach Madrid zu einer Tagung der Juristen des Völkerbundes zu reisen. Es gelang ihm dort jedoch nicht, die Annahme einer Konvention gegen die Vernichtung ganzer Völker durchzusetzen, wie sie den Armeniern 1915 unter den Jungtürken widerfahren war. Es dauerte noch anderthalb Jahrzehnte und bedurfte eines weiteren Weltkrieges, bis es zu der oben genannten UN-Resolution gegen Völkermord kam.
Lemkin schrieb im amerikanischen Exil ein Buch Axis Rule in Occupied Europe, das 1944 erschien, in dem er unter anderem den Begriff „genocide“ einführte und ihn als Zerstörung einer Nation oder einer ethnischen Gruppe definierte. In Lemkins Buch ist von den Juden nur als einer von zahlreichen nationalen oder ethnischen Gruppen die Rede. „Die Technik der Massentötung wird vor allem gegen Polen, Russen und Juden angewandt“, schrieb er. Er stellte die Vernichtung der Juden konsequent in die Reihe anderer „Genozide“, seien sie von den Nationalsozialisten begangen worden oder auch in früheren Epochen. Im Jahre 1946 schlug Lemkin der UNO eine Resolution gegen den Völkermord vor, die 1948 fast unverändert als Konvention über die Verhütung und Bestrafung des Völkermordes durch Beschluss der UN-Generalversammlung angenommen wurde.

## Aktuelle Diskussion
Die vergleichende Untersuchung von Völkermorden wird bis heute sowohl von Teilen der Menschen, die auf der Seite der Täter, als auch von Teilen der Menschen, die auf der Seite der Opfer stehen, vehement abgelehnt. Wollen erstere die Taten vergessen machen, sehen letztere jeden Vergleich des Leides ihres Volkes als Relativierung oder gar Verhöhnung der Opfer an und können aufgrund der ihnen verursachten Leiden die Leiden der anderen nicht wahrnehmen. Seriöse Völkermordforscher betonen deshalb das Singuläre jedes einzelnen historischen Faktums, das als Völkermord bezeichnet werden kann; besonders im Sinne der Prävention zukünftiger Völkermorde halten sie es aber für sinnvoll und sogar notwendig, Kategorien zu erarbeiten, die strukturelle Vergleiche möglich machen.
Den gegenwärtigen wissenschaftlichen Forschungs- und internationalen Diskussionsstand der noch relativ jungen, international und transnational ausgerichteten vergleichenden Völkermordforschung („comparative genocide research“) repräsentieren zwei Kongresse in Europa (Sarejevo) und Lateinamerika (Buenos Aires) im Jahr 2007 (s. Weblinks). Dort wurden jeweils auch Aspekte von Früherkennung und Verhinderung von Völkermorden debattiert.
Umstritten ist die Frage, ob der Holocaust weiterhin als singulär und unvergleichbar gelten soll, wie es die ältere Holocaustforschung vertritt, oder ob er als ein Völkermord unter vielen kontextualisiert und etwa mit den Verbrechen aus der Zeit des Kolonialismus vergleichen werden sollte.